# Magdolna Rúzsa
Magdolna Rúzsa dit Magdi Rúzsa, née le 28 novembre 1985 à Vrbas, est une chanteuse hongroise. Vainqueur du télé-crochet musical Megasztár, elle a ensuite représenté son pays avec la chanson Unsubstantial blues au Concours Eurovision de la chanson 2007, où elle termina 9e sur 24 pays participants à la finale, après une excellente 2nde place en demi-finale, derrière la Serbie, vainqueur du concours cette année-là.